# Hermes (revue de philologie)
Pour les articles homonymes, voir Hermès (homonymie).

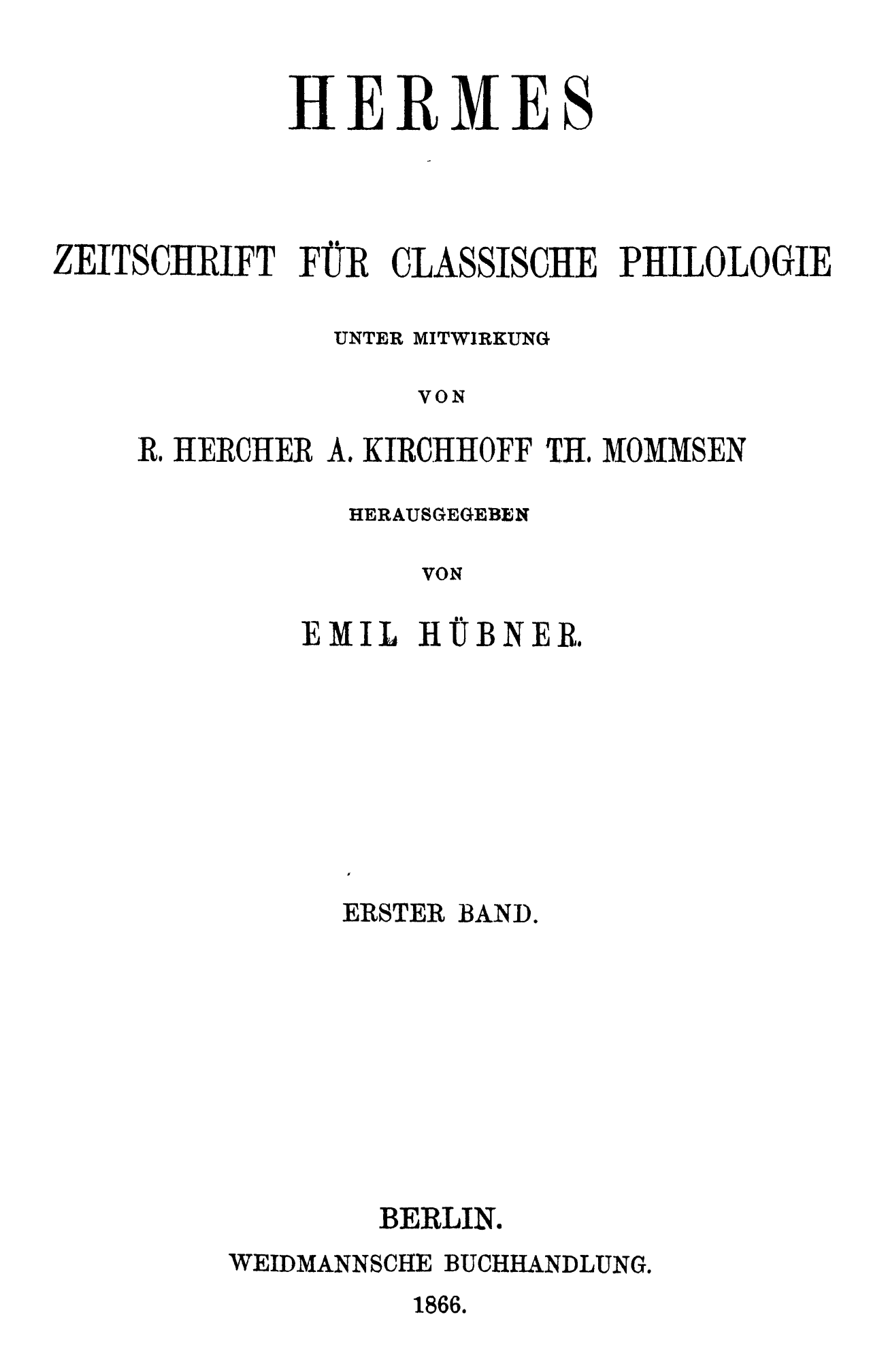
Page de titre du premier numéro

La revue Hermes (à l'origine : Hermes. Zeitschrift für classische Philologie) est une publication spécialisée en philologie classique qui a été fondée en 1866 à Berlin. Il s'agit donc d'une des revues savantes les plus anciennes en ce qui concerne l'Antiquité classique. Elle continue de paraître aujourd'hui.
La revue, qui porte le nom du dieu Hermès, est fondée par le latiniste Emil Hübner. D'autres philologues ou historiens fameux y publient à l'origine, comme Adolf Kirchhoff ou Theodor Mommsen. La revue est éditée par la suite par différentes personnalités parmi lesquelles Georg Kaibel, Carl Robert, Georg Wissowa, Alfred Körte, Helmut Berve et Jochen Bleicken (de).
Éditée à l'origine à Berlin, la revue paraît aujourd'hui à Stuttgart. Ses éditeurs sont le latiniste Marcus Deufert (de), l'historien de l'Antiquité Karl-Joachim Hölkeskamp (de) et l'helléniste Adolf Köhnken.

## Directeurs de la publication
- 1866–1881 : Emil Hübner
- 1882–1901 : Georg Kaibel
- 1882–1921 : Carl Robert
- 1902–1913 : Friedrich Leo (de)
- 1914–1922 : Georg Wissowa
- 1923–1929 : Richard Heinze (de)
- 1923–1944 : Alfred Körte
- 1932–1944 : Wolfgang Schadewaldt
- 1934–1944 : Helmut Berve
- 1952–1981 : Karl Büchner (de)
- 1952–1977 : Hans Diller (de)
- 1952–1974 : Herbert Nesselhauf (de)
- 1975–1976 : Horst Braunert (de)
- 1977–2005 : Jochen Bleicken (de)
- 1978–2004 : Hartmut Erbse (de)
- 1982–1992 : Willy Schetter (de)
- 1993–2012 : Siegmar Döpp (de)
- depuis 2000 : Karl-Joachim Hölkeskamp (de)
- depuis 2000 : Adolf Köhnken
- depuis 2013 : Marcus Deufert (de)

## Source
- (de) Cet article est partiellement ou en totalité issu de l’article de Wikipédia en allemand intitulé « hermes (Zeitschrift) » (voir la liste des auteurs).